# Astyanacinus multidens
Astyanacinus multidens är en fiskart som beskrevs av Pearson 1924. Astyanacinus multidens ingår i släktet Astyanacinus och familjen Characidae. Inga underarter finns listade.